# Grafschaft Pyrmont
Die Grafschaft Pyrmont war ein Territorium im Heiligen Römischen Reich um die heutige Stadt Bad Pyrmont. 

## Geschichte
Der Kölner Erzbischof Philipp von Heinsberg ließ 1180 zum Schutz der Grenze des von ihm beim Sturz Heinrichs des Löwen erworbenen Herzogtums Westfalen an der Emmer die Burg Pyrmont (Schellenburg) bauen und gab sie den Grafen von Schwalenberg zu Lehen. Von diesem Geschlecht spalteten sich 1194 die Grafen von Pyrmont ab. Erster Graf war Gottschalk I. (etwa 1171–1245). Die Grafen hatten ihren Sitz seit 1376 in Lügde. Sie starben mit Moritz II. 1494 aus. 
Das Territorium fiel danach zunächst an die Grafen von Spiegelberg. Diese blieben bis 1557 im Besitz der Grafschaft Pyrmont. Es folgten als Besitzer die Herren von Lippe bis 1583, danach die Grafen von Gleichen bis 1625. Unter diesen wurde in der Grafschaft die Reformation durchgesetzt. Danach fiel die Grafschaft an die Grafen von Waldeck, die in einen langanhaltenden Streit mit dem Hochstift Paderborn gerieten, da sie eine von Paderborn behauptete Lehnsabhängigkeit Pyrmonts bestritten. Das Reichskammergericht entschied 1668 zugunsten der Waldecker. Es kam aber im gleichen Jahr zu einem Vertrag zwischen dem fürstbischöflichen Paderborn und Waldeck, in dem das Amt Lügde an das Hochstift abgetreten wurde. Nachdem 1711 Anton Ulrich von Waldeck in den erblichen Fürstenstand erhoben wurde, nannten sich die Landesherren Fürsten von Waldeck und Pyrmont.
Die Grafschaft Pyrmont gehörte dem niederrheinisch-westfälischen Reichskreis an. Ihre Grafen waren Mitglieder im niederrheinisch-westfälischen Reichsgrafenkollegium. Dadurch hatten die Grafen von Waldeck, nachdem sie in den Besitz von Pyrmont gekommen waren, in beiden Gremien Sitz und Stimme.
Das Gebiet hatte um 1800 etwa 4500 Einwohner. Seit 1525 war Schloss Pyrmont Residenz der Landesherren. Neben dem Schloss und der Stadt Pyrmont gehörten zur Grafschaft zehn Dörfer. Diese bildeten ein Oberamt und zwei evangelische Kirchspiele. 
In der Grafschaft Pyrmont (die ab 1807 als Fürstentum Pyrmont bezeichnet wurde) bestanden keine Landstände. Erst nach der Märzrevolution 1848 waren Pyrmonter Abgeordnete im Waldeck-Pyrmonter Landtag vertreten. Zwischen 1848 und 1863/64 bestand darüber hinaus in Pyrmont ein Spezial-Landtag für das Fürstentum Pyrmont. Dieser aus fünf bzw. acht Abgeordneten bestehende Landtag verfügte über das Budgetrecht für den Pyrmonter Staatshaushalt.
Über die staatsrechtliche Vereinigung von Waldeck und Pyrmont wurde seit 1813 gestritten. Am 28. Januar 1814 erließ Fürst Georg Heinrich eine Verfassung, das Organisationsedikt. In dieser ohne Mitwirkung der Stände oder des Volkes zustande gekommenen Verfassung vollzog er die staatsrechtliche Vereinigung des Fürstentums Waldeck mit dem seit 1807 als Fürstentum bezeichneten Pyrmont. Nach massiven Protesten aus Waldeck musste Fürst Georg Heinrich in der Konvention vom 3. Juli 1814 die erneute staatsrechtliche Trennung Waldecks und Pyrmonts bestätigen. Erst seit 1849 waren Waldeck und Pyrmont dann in einem Staat vereinigt. Nach der Absetzung des Fürsten 1918 entstand der Freistaat Waldeck-Pyrmont innerhalb der Weimarer Republik.
Um 1921/1922 kam der Kreis Pyrmont von Waldeck an den Freistaat Preußen. Es gehörte nun zur Provinz Hannover und wurde mit dem Kreis Hameln zum Landkreis Hameln-Pyrmont vereinigt. Heute gehört das Gebiet zu Niedersachsen.